# Sint-Jozefkerk (Gemert)
De Sint-Jozefkerk is een voormalige parochiekerk in de tot de Noord-Brabantse gemeente Gemert-Bakel behorende plaats Gemert, gelegen aan het Pastoor Poellplein 1.
Deze kerk werd gebouwd als derde parochiekerk van Gemert en in 1971 werd hij in gebruik genomen nadat vanaf 1966 gebruik werd gemakt van noodkerken en zelfs een boerderij. Architect was B. Bekkers. Het betreft een sober blokvormig bouwwerk zonder toren. In 1998 werd de kerk onttrokken aan de eredienst en vervolgens in gebruik genomen als mortuarium. In 2003 werd de kerk gesloopt.